# Кутузівська волость
Кутузівська волость (Горошківська волость) — адміністративно-територіальна одиниця Житомирського повіту Волинської губернії з центром у містечку Горошки.
Станом на 1885 рік складалася з 19 поселень, 18 сільських громад. Населення — 11829 особи (5962 чоловічої статі та 5867 — жіночої), 629 дворових господарств.
|                     | Площа, дес. | У тому числі орної, десятин |
| ------------------- | ----------- | --------------------------- |
| Сільських громад    | 11987       | 9622                        |
| Приватної власності | 26046       | 7703                        |
| Казенної власності  | —           | —                           |
| Іншої власності     | 445         | 301                         |
| Загалом             | 38478       | 17626                       |

Основні поселення волості:
- Горошки — колишнє власницьке містечко при річці Ірша за 40 верст від повітового міста, волосне правління, 430 осіб, 67 дворів, православна церква, костел, 2 єврейських молитовних будинки, школа, 58 лавок, базар по середах, п'ятницях і неділях, 2 водяних млини, шкіряний завод. За 4 версти — скляний завод Паліївка. За 5 верст — німецька колонія Вишняківка з лютеранською каплицею, школою, постоялим будинком, 2 кузнями, вітряком. За 5 верст — німецька колонія Ліски з лютеранською каплицею, школою, вітряком. За 6 верст — німецька колонія Федорівка з лютеранською каплицею, школою, постоялим будинком, паровим і вітряним млинами, маслобійнею. За 8 верст — німецька колонія Солодирі з лютеранською каплицею, школою, 2 кузнями, 2 вітряками, цегельним заводом. За 8 верст — німецька колонія Нейдорф з баптистською каплицею, школою, вітряком. За 8 верст — винокуренний завод Радичі. За 9 верст — німецька колонія Острівка з лютеранською каплицею. За 11 верст-шкіряний завод. За 12 верст скляний і гончарний заводи Писарівка. За 18 верст — німецька колонія Нейманівка з лютеранською каплицею, 2 вітряками, шкіряним заводом. За 20 верст — німецька колонія Ярівка з лютеранською каплицею, школою, кузнею.
- Волянщина — колишнє власницьке село при річці Ірша, 102 особи, 12 дворів, водяний млин, шкіряний завод.
- Грижани (Рижани) — колишнє власницьке село при річці Ірша, 334 особи, 45 дворів, православна церква, постоялий будинок.
- Краївщина — колишнє власницьке село при річці Кирилівка, 640 осіб, 76 дворів, православна церква, постоялий будинок, водяний млин.
- Малі Горошки — колишнє власницьке село при річці Ірша, 250 осіб, 58 дворів, православна церква, постоялий будинок, водяний млин, цегельний завод.
- Рижани — колишнє власницьке село при річці Ірша, 657 осіб, 77 дворів, православна церква, постоялий будинок, 2 водяних млини.